# Собор Тихона Луховского (Волгореченск)
Собор Преподобного Тихона Луховского — приходской православный храм в городе Волгореченске Костромской области. Входит в состав 5-го благочиния Костромской епархии Русской православной церкви. Приход основан в 1996 году. Освящён в 2007 году во имя Тихона Луховского, Костромского чудотворца.

## История
Приход был создан по благословению архиепископа Костромского и Галичского Александра (Могилёва).
Новое храмовое здание Свято-Тихоновского прихода возводилось в 1990-е годы. Освящение закладного камня состоялось 29 июня 1996 года, в день памяти преподобного Тихона Луховского. Основную часть затрат взяло на себя самое крупное волгореченское предприятие — Костромская ГРЭС.
Храм строился более десяти лет и был освящён владыкой Александром малым чином 29 декабря 2008 года.

## Архитектура
Храм построен в необарочном стиле архитектором Иосифом Шевелёвым. Храм корабельного типа, объединяющий колокольню с трапезной и самим объёмом храма. В плане церковь представляет собой четверик с куполом на четырёх столпах. Столпы с западной стороны собора спрятаны в стене.
Архитектор заимствует формы из известных построек русского барокко: так, например, колокольня храма очевидно ссылается на колокольню Никольского морского собора (1756—1758) в Санкт-Петербурге архитектора Саввы Чевакинского.
Храм имеет пятиглавие с доминирующим центральным куполом с 12 световыми окнами. Главки на куполах декорированы контрастными балясинами.
Колокольня собора имеет более приземистые формы, чем её прототип. Углы четвериков колокольни собора украшают пилястры с контрастными капителями ионического ордера, а также раскрепованный карниз. На каждом уровне колокольни есть сквозные арки, формы окон нижнего объёма повторяют форму и декор архивольтов арок верхних ярусов. Колокольня увенчана завершением с люнетом и шпилем.
Сдержанный декор храма в основном ориентируется на декор памятников петровского барокко. Углы объёма храма оформлены рустованными пилястрами. Аналогии имеются в декоре Кикиных палат (1714—1720), Кунсткамеры (1718—1734). Окна трапезной и объёма храма украшены наличниками с ушками, в некоторых местах размещены ложные окна, решённые с помощью аналогичного наличника.
Апсида трёхчастная, с северной части храма пристроена крестильня.

## Святыни
В волгореченском храме много святынь: икона Божией Матери «Помощь в родах» и икона «Скоропослушница» (список), привезённая с Афона и освящённая на первообразе; икона святого исповедника Иоанна Милостивого Константинопольского с частицей мощей; частицы мощей благоверного князя Петра Муромского, святителя Димитрия Ростовского, преподобного Леонтия Михайловского. В 2008 году храму были переданы мощи древних мучеников Гервасия и Протасия.

## Галерея

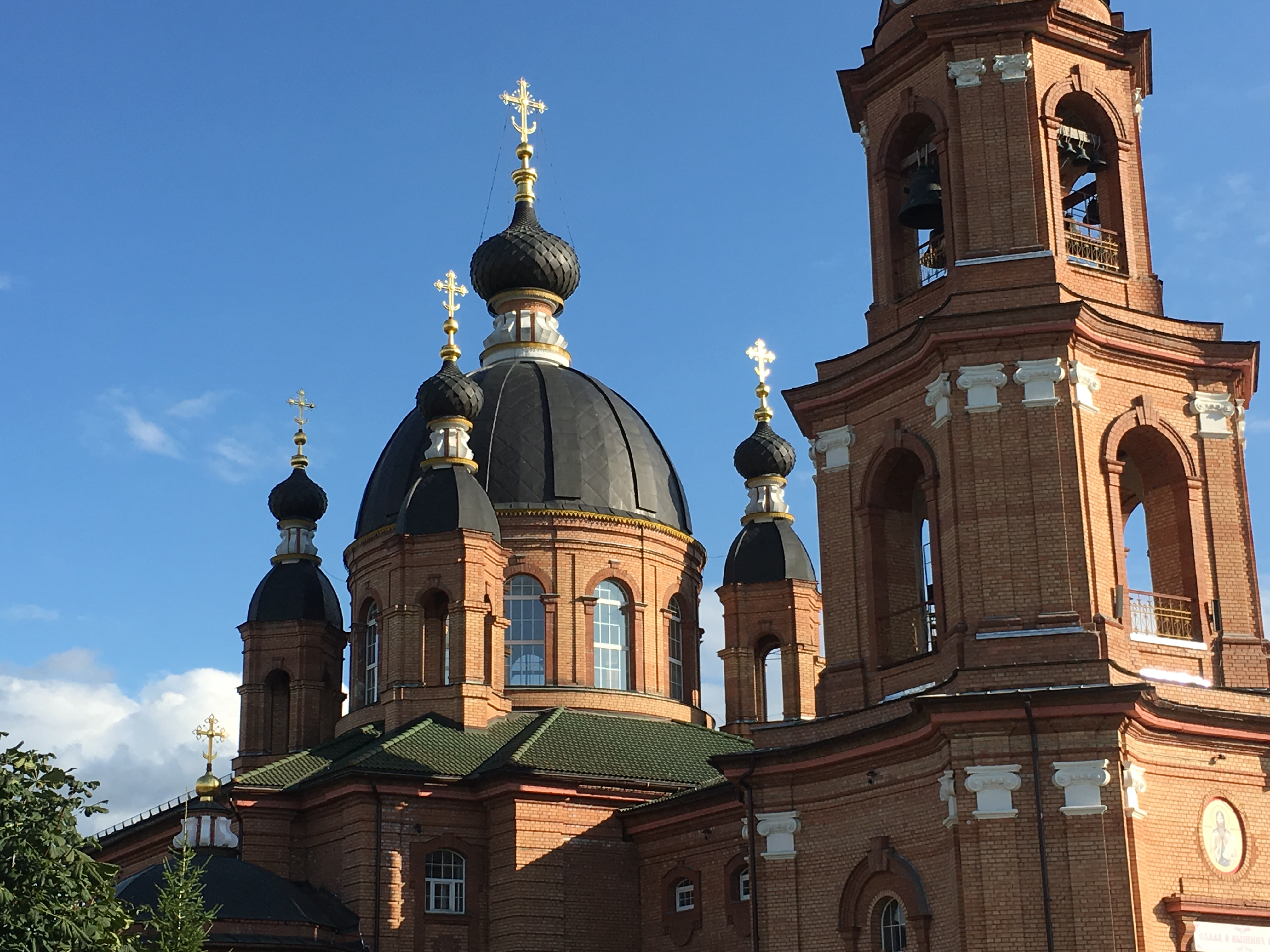
Вид на пятиглавие
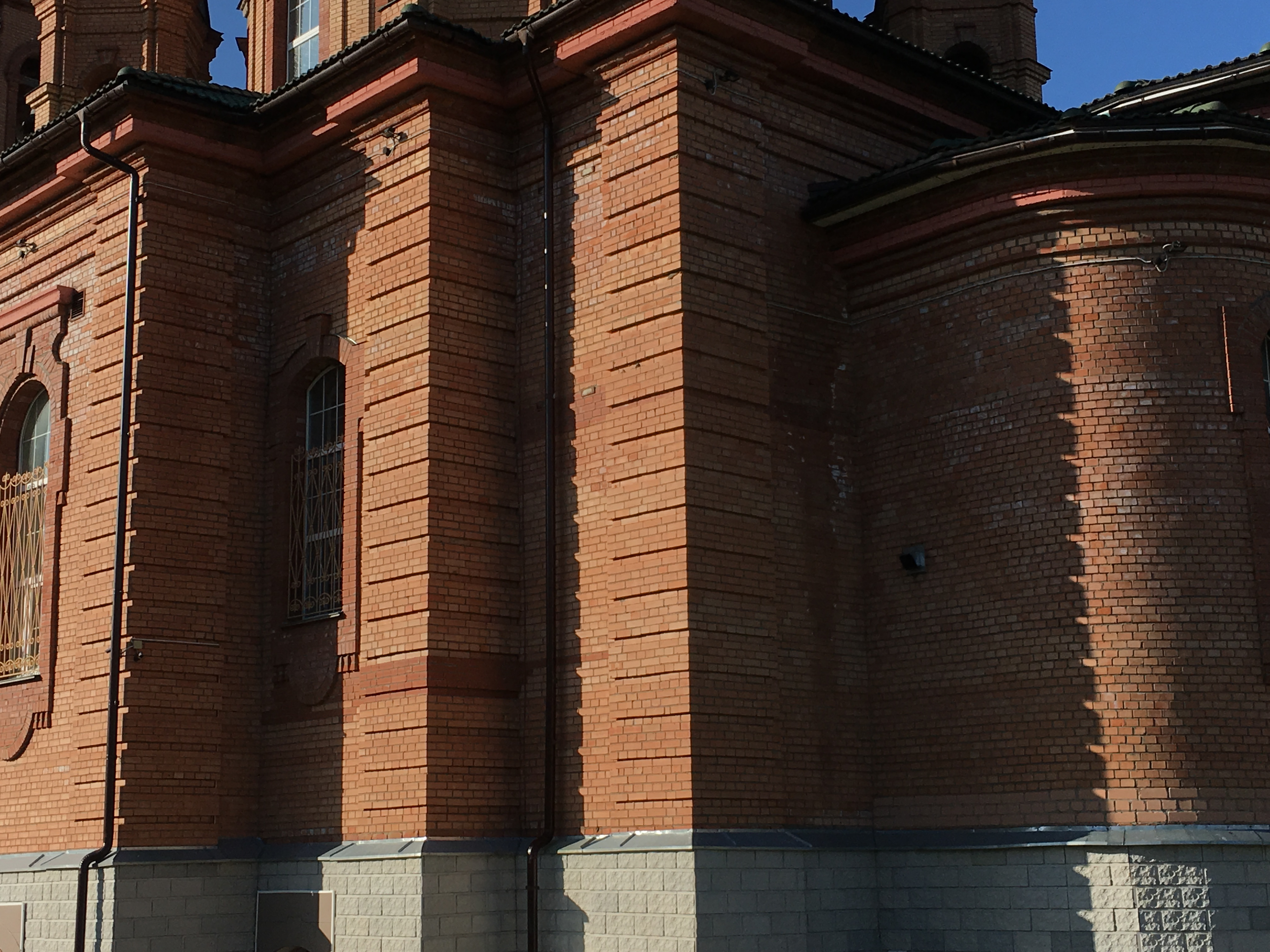
Вид на восточную сторону собора
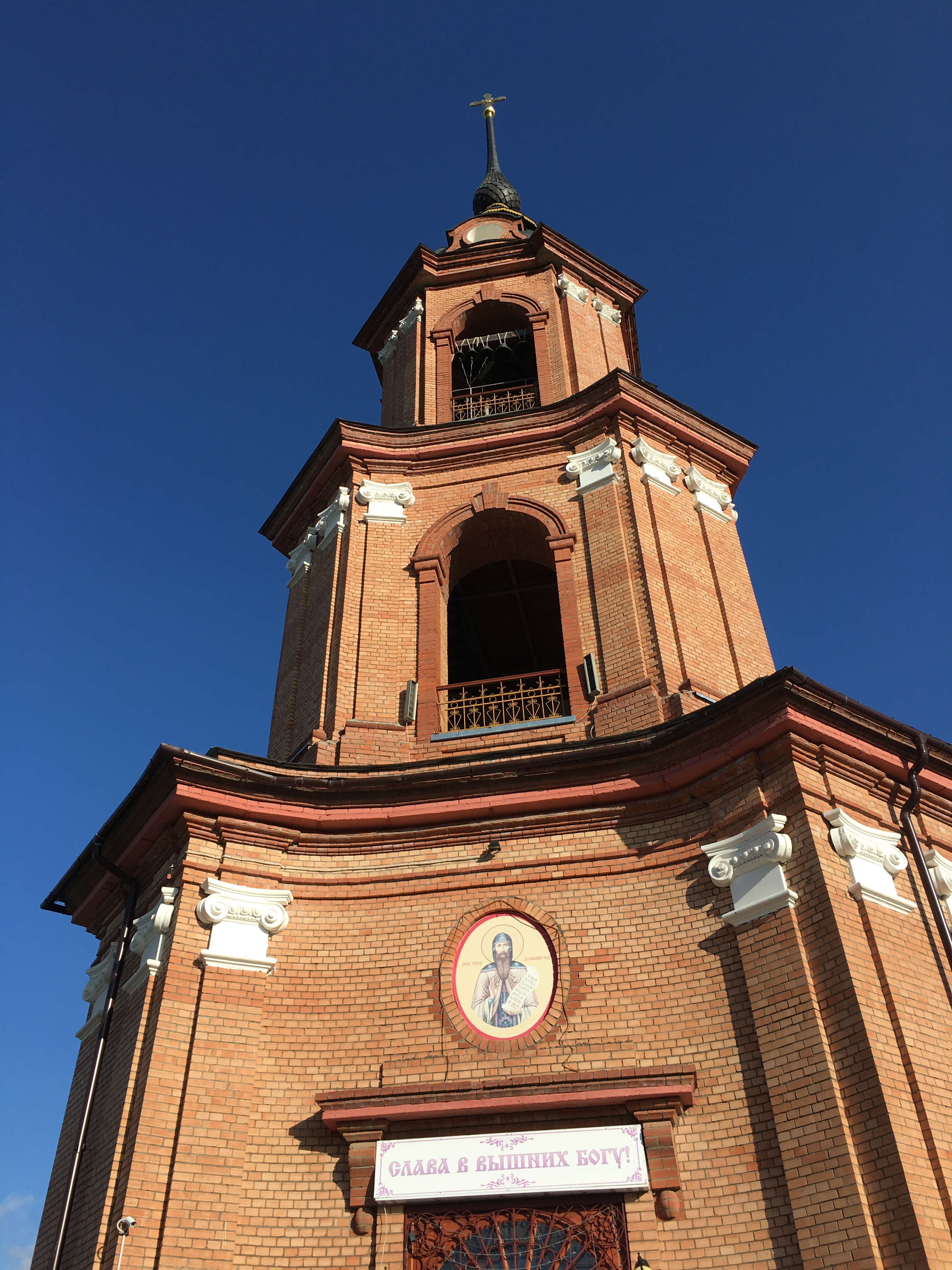
Колокольня собора